# Tongren (Guizhou)
Tongren (kinesisk: 铜仁地区 ; pinyin: Tóngrén Dìqū) er et præfektur der ligger i den kinesiske provins Guizhou.

## Administrative enheder
Tongren består af et byamt, fire amter, fire autonome amter og et særområde:
- Byamtet Tongren – 铜仁市 Tóngrén Shì ;
- Amtet Jiangkou – 江口县 Jiāngkǒu Xiàn ;
- Amtet Shiqian – 石阡县 Shíqiān Xiàn ;
- Amtet Sinan – 思南县 Sīnán Xiàn ;
- Amtet Dejiang – 德江县 Déjiāng Xiàn ;
- Det autonome amt Yuping for dongfolket – 玉屏侗族自治县 Yùpíng Dòngzú zìzhìxiàn ;
- Det autonome amt Yinjiang for tujia- og miaofolkene – 印江土家族苗族自治县 Yìnjiāng tǔjiāzú miáozú Zìzhìxiàn ;
- Det autonome amt Yanhe for tujiafolket – 沿河土家族自治县 Yánhé Tǔjiāzú zìzhìxiàn ;
- Det autonome amt Songtao for miaofolket – 松桃苗族自治县 Sōngtáo Miáozú zìzhìxiàn ;
- Særområdet Wanshan – 万山特区 Wànshān Tèqū.